# Rachael Adams
Rachael Adams (Cincinnati, 3 de junio de 1990) es una jugadora profesional de voleibol estadounidense, juega en la posición de central.

## Palmarés

### Clubes
Supercopa de Polonia
- 2013

Campeonato de Italia
- 2016

Campeonato Mundial de Clubes
- 2016

Liga de Campeones
- 2017

Copa CEV
- 2018

Campeonato de Turquía
- 2018

Challenge Cup
- 2019[2]

### Selección nacional
Campeonato NORCECA Sub-18:
- 2006

Copa Panamericana:
- 2013, 2019

Montreux Volley Masters:
- 2014

Campeonato Mundial:
- 2014

Juegos Panamericanos:
- 2015

Campeonato NORCECA:
- 2015

Grand Prix:
- 2016

Juegos Olímpicos:
- 2016

Grand Champions Cup:
- 2017

Liga de Naciones:
- 2018

## Premios individuales
- 2014: Mejor servicio Montreux Volley Masters
- 2015: Mejor bloqueador Juegos Panamericanos
- 2016: Mejor central Grand Prix
- 2017: Mejor central Liga de Campeones